# Nadja Drygalla
Nadja Drygalla (ur. 31 marca 1989 r. w Rostocku) – niemiecka wioślarka.

## Osiągnięcia
- Mistrzostwa Świata – Poznań 2009 – czwórka bez sternika – 5. miejsce[1].